# Oncocnemis thomasi
Oncocnemis thomasi är en fjärilsart som beskrevs av Plante 1986. Oncocnemis thomasi ingår i släktet Oncocnemis och familjen nattflyn. Inga underarter finns listade i Catalogue of Life.